# Jan Starý (lední hokejista)
Jan Starý (* 7. února 1986 Pardubice) je bývalý český hokejový útočník. Většinu kariéry strávil v Pardubicích. Mezi jeho další působiště patří Jindřichův Hradec a Mountfield HK.

## Hráčská kariéra
- 2004/2005 HC Moeller Pardubice (E)
- 2005/2006 HC Moeller Pardubice (E), HC Vajgar Jindřichův Hradec (1. liga)
- 2006/2007 HC Moeller Pardubice (E), HC VCES Hradec Králové (1. liga)
- 2007/2008 HC Moeller Pardubice (E), HC VCES Hradec Králové (1. liga)
- 2008/2009 HC Moeller Pardubice (E)
- 2009/2010 HC Eaton Pardubice (E)
- 2010/2011 HC Eaton Pardubice (E)
- 2011/2012 HC ČSOB Pojišťovna Pardubice (E)
- 2012/2013 HC ČSOB Pojišťovna Pardubice (E)
- 2013/2014 HC ČSOB Pojišťovna Pardubice (E)
- 2014/2015 HC ČSOB Pojišťovna Pardubice (E)
- 2015/2016 HC ČSOB Pojišťovna Pardubice (E)
- 2016–2017 HC Dynamo Pardubice
- 2017/2018 HC Dynamo Pardubice
- 2018/2019 LHK Jestřábi Prostějov
- 2019/2020 HC BAK Trutnov (dvouměsíční hostování AZ Havířov)